# Alexandra Stepanova (handball)
Pour les articles homonymes, voir Stepanova.
Pour l’article homonyme, voir Aleksandra Stepanova pour la patineuse artistique.
Alexandra Stepanova, née le 21 juin 1989 à Ijevsk, est une joueuse internationale russe de handball évoluant au poste de pivot.

## Palmarès

### Club
compétitions internationales
- vainqueur de la coupe EHF en 2008 (avec Dinamo Volgograd) et 2017 (avec Rostov-Don)
- finaliste de la coupe EHF en 2015 (avec Rostov-Don)

compétitions nationales
- championne de Russie (9) en 2009, 2010, 2011, 2012, 2013 et 2014 (avec Dinamo Volgograd), 2015, 2017 et 2018 (avec Rostov-Don)

### Équipe nationale
Championnats d'Europe
- 6e du championnat d'Europe 2012 en  Serbie